# Rhizopogon mengei
Rhizopogon mengei är en svampart som beskrevs av M.F. Allen, Trappe & T.R. Horton 1999. Rhizopogon mengei ingår i släktet Rhizopogon och familjen hartryfflar.   Inga underarter finns listade i Catalogue of Life.